# Boehringer Ingelheim
C.H. Boehringer Sohn AG & Ko. KG, la companyia que va originar Boehringer Ingelheim GmbH, va ser fundada el 1885 per Albert Boehringer a Ingelheim am Rhein, Alemanya. El Grup Boehringer Ingelheim és una de les 20 empreses líders en productes farmacèutics del món. Té la seu a Ingelheim, a tot el món té 146 companyies afiliades i té més de 47.700 empleats. Investiga principalment en el camp de les malalties respiratòries, el metabolisme, la immunologia, oncologia i les malalties del sistema nerviós central. Des de la seva fundació el 1885, és una empresa de propietat familiar que desenvolupa productes d'alta tecnologia en medicina i veterinària. Boehringer Ingelheim és membre de European Federation of Pharmaceutical Industries and Associations EFPIA. El logo de Boehringer Ingelheim mostra una versió estilitzada del palau imperial de Carlemany.

## Productes importants
Medicina de prescripció:
- Actilyse (alteplasa)
- Aggrenox (dipiridamol/àcid acetilsalicílic)
- Aptivus (tipranavir)
- Berodual (bromur d'ipratropium/fenoterol)
- Combivent (bromur d'ipratropium/salbutamol)
- Flomax (tamsulosina)
- Gilotrif/Giotrif (afatinib)
- Jentadueto/TrajentaDuo (linagliptina/metformina)
- Metalyse (tenecteplasa)
- Micardis (telmisartan)
- Micardis Plus/Micardis HCT (telmisartan/hidroclorotiazida)
- Mirapex/Sifrol (pramipexol)
- Mobic/Movalis (meloxicam)
- Pradaxa (dabigatran)
- Spiriva (bromur de tiotropium)
- Trajenta/Tradjenta (linagliptina)
- Twynsta (telmisartan/amlodipina)
- Viramune (nevirapina)

Cura de la salut:
- Antistax (extracte de fulla de vi roig)
- Bisolvon (bromhexina)
- Buscopan/Buscapina (escopolamina)
- Dulcolax (bisacodil)
- Zantac (ranitidina)
- Mucoangin/Mucosolvan (ambroxol)
- Pharmaton (extracte de ginseng, vitamines, minerals, altres elements)
- Silomat (dextromethorphan)
- Thomapyrin (àcid acetilsalicílic, paracetamol, cafeïna)

Salut animal:
- CircoFLEX (porcine circovirus vacuna tipus 2 que mata el vector Baculovirus)
- Duramune (una línia de vacunes per a mascotes)
- Metacam (meloxicam)
- MycoFLEX (Mycoplasma hyopneumoniae bacterina)
- Vetmedin (pimobendan)

## Productes pipeline
Els productes pipeline de Boehringer Ingelheim són contra les malalties pulmonars, el càncer i l'hepatitis C.